# Tadeusz Dąbrowski
Tadeusz Dąbrowski (uttal ungefär ”Dombrovski”), född 28 oktober 1979 i Elbląg, är en polsk poet. Han är också litteraturkritiker, essäist, romanförfattare och tidskriftsredaktör samt konstnärlig ledare för en poesifestival. Han föddes i staden Elbląg vid Östersjökusten men bor sedan många år i Gdańsk. År 2017 utkom hans dikter på svenska i översättning av Irena Grönberg. Hans poesi har även översatts till engelska, tyska, tjeckiska, bulgariska, serbiska, estniska och spanska.

## Författarskap
Tadeusz Dąbrowski debuterade 1999 med diktsamlingen Wypieki (Blossande kinder). Sedan dess har han gett ut ytterligare sju diktsamlingar och en roman. Hans poesi har sina rötter i katolicismen och den polska romantiska traditionen, och även i den poetgrupp som i slutet av 1980-talet framträdde i (den p.g.a. kommunistdiktaturen underjordiskt utgivna) tidskriften BruLION. Tre huvudteman i Dąbrowskis poesi är kärlek, familjerelationer (ofta till modern) och religion. Dessa seriösa ämnen tar dock poeten upp på ett enkelt, lättsamt sätt, ofta med inslag av humor och ironi.
Religionen är ständigt närvarande i Dąbrowskis poesi. Det är osäkert om poeten själv är religiös, det kan lika gärna röra sig om en förlorad barnatro, men frågan om Guds eventuella existens och närvaro i världen är ständigt aktuell. Religionen kontrasteras ofta mot det världsliga och syndiga. Diktjaget nämner egna erfarenheter av till exempel sprit och sex och funderar i samband med det över godhet och ondska. Att synda är en ofrånkomlig del av att vara människa, tycks poeten mena. Han antar ofta en medvetet naiv attityd till dessa frågor, vilket passar väl ihop med oviljan mot patos och högtidlighet och hyllandet av vardagen och det enkla. En i Polen välkänd formulering av poeten Marcin Świetlicki om att ”titta i drakens öga” förvandlas hos Dąbrowski till: ”jag tittar i soppans öga / och rycker på axlarna”.
Ett annat vanligt inslag är dialog och diskussion med andra poeter, förutom med Świetlicki även med nobelpristagaren Czesław Miłosz och den polska romantiska poesins store mästare Adam Mickiewicz. Den poet han känner mest släktskap med tycks dock vara Tadeusz Różewicz, om vars poesi Dąbrowski har skrivit flera artiklar. De förenas av en förkärlek för en poesi med vardagliga, enkla uttryckssätt. Dąbrowski har även mottagit ett poesipris av Różewicz.

## Priser och utmärkelser
Tadeusz Dąbrowski har tilldelats många priser, däribland Staden Gdańsks pris för unga kulturskapare (2002) , Polska kulturstiftelsens pris ”Małe Berło” (Lilla spiran) 2006 (utdelat av Tadeusz Różewicz), Splendor Gedanensis (2007), Hubert Burda-priset(2008). 2009 mottog han det prestigefyllda Kościelskipriset (för ”sin poetiska originalitet som syns i det mod med vilket han behandlar svåra problem gällande konst och värderingar”) och 2010 nominerades han till Polens största litteraturpris Nikepriset. 2014 var han nominerad till två poesipriser, Orfeuspriset samt Krystyna och Czesław Bednarczyks pris.

### På svenska
Idag har jag åter hört tystnaden efter mig, dikter i urval och översättning av Irena Grönberg (Malmö: Smockadoll förlag, 2017) ISBN 978-91-86175-74-0

### På polska

#### Poesi
- Wypieki (Blossande kinder; 1999)
- e-mail (2000)
- Te Deum (2005)
- Czarny kwadrat (Svart kvadrat; 2009)
- Pomiędzy (Emellan, 2013)
- Środek wyrazu (Uttryckets mitt; 2016)

#### Prosa
Bezbronna kreska (Försvarslöst streck; 2016)
Tadeusz Dąbrowski har även varit redaktör för en poesiantologi och för en utgåva av poeten Zuzanna Ginczankas dikter.

### Fotnoter
1. 1 2  läs online, www.ppibl.ibl.waw.pl , läst: 30 oktober 2021.[källa från Wikidata]
2. 1 2  Archive of Fine Arts, abART person-ID: 136644, läs online, läst: 1 april 2021.[källa från Wikidata]
3. 1 2  Tjeckiska nationalbibliotekets databas, NKC-ID: js20100702001, läst: 15 december 2022.[källa från Wikidata]
4. ↑  läs online, www.bn.org.pl .[källa från Wikidata]
5. ↑  https://instytutksiazki.pl/en/polish-literature,8,authors-index,26,tadeusz-dabrowski,831.html
6. ↑  https://culture.pl/pl/tworca/tadeusz-dabrowski